# Cold Light of Monday
Cold Light of Monday is het derde studioalbum van de Zweedse band Wolverine. De band trok opnieuw naar de Spacelab geluidsstudio van Everon in Duitsland om een album op te nemen. Uit aanvullingen die op het album vermeld staat blijkt echter dat er of veel gesleuteld moest worden aan de opnamen of dat een groot deel van de basisopnamen er al waren toen Wolverine Spacelab introk. De drumpartijen zijn bijvoorbeeld in Söderhamn bij Lobsjer opgenomen. Cold Light of Monday is een conceptalbum over de fictieve Sarah, die misbruikt is en probeert te achterhalen hoe dat gekomen is.

## Musici
- Andreas Haglien – toetsinstrumenten
- Per Broddesson – gitaar
- Thomas Jansson – basgitaar, contrabas
- Marcus Lobsjer – slagwerk, grunts
- Mikail Zell – gitaar
- Stefan Zell – zang

Met
- Urban Breed – achtergrondzang op tracks  2, 3 en 11
- Jamina Jansson – zang op track 11
- Oliver Phillips – zang en gitaarsolo track 6
- Fredrik Sjöholm – achtergrondzang track 10
- Lasse Vänngård – percussie tracks 8 en 10
- P-O Larsson – steelgitaar track 3 en 4

## Muziek
| Nr. | Titel                | Duur |
| --- | -------------------- | ---- |
| 1.  | Dawn                 | 2:30 |
| 2.  | Sarah                | 4:31 |
| 3.  | New Best Friends     | 6:14 |
| 4.  | Tightrope            | 4:59 |
| 5.  | Carousel             | 7:52 |
| 6.  | Trust                | 2:52 |
| 7.  | Pantomine            | 5:07 |
| 8.  | Red Canvas           | 2:11 |
| 9.  | Dusk                 | 2:00 |
| 10. | Tied With Sin        | 6:06 |
| 11. | The Final Redemption | 7:20 |